# Kremlin de Rostov
Le kremlin de Rostov (appelé aussi Cour du Métropolite) est la citadelle de la ville de Rostov Veliki, qui servait de résidence au Métropolite de l'éparchie de Rostov et Iaroslavl. Ce kremlin est situé au centre de la ville, sur les bords du lac Nero. Il date de la seconde moitié du xviie siècle. La ville de Rostov Veliki est classée dans l'héritage culturel de la fédération de Russie et se trouve sur le parcours de l'anneau d'or de Russie, témoignage de la richesse de l'architecture russe ancienne.

## Histoire du Kremlin

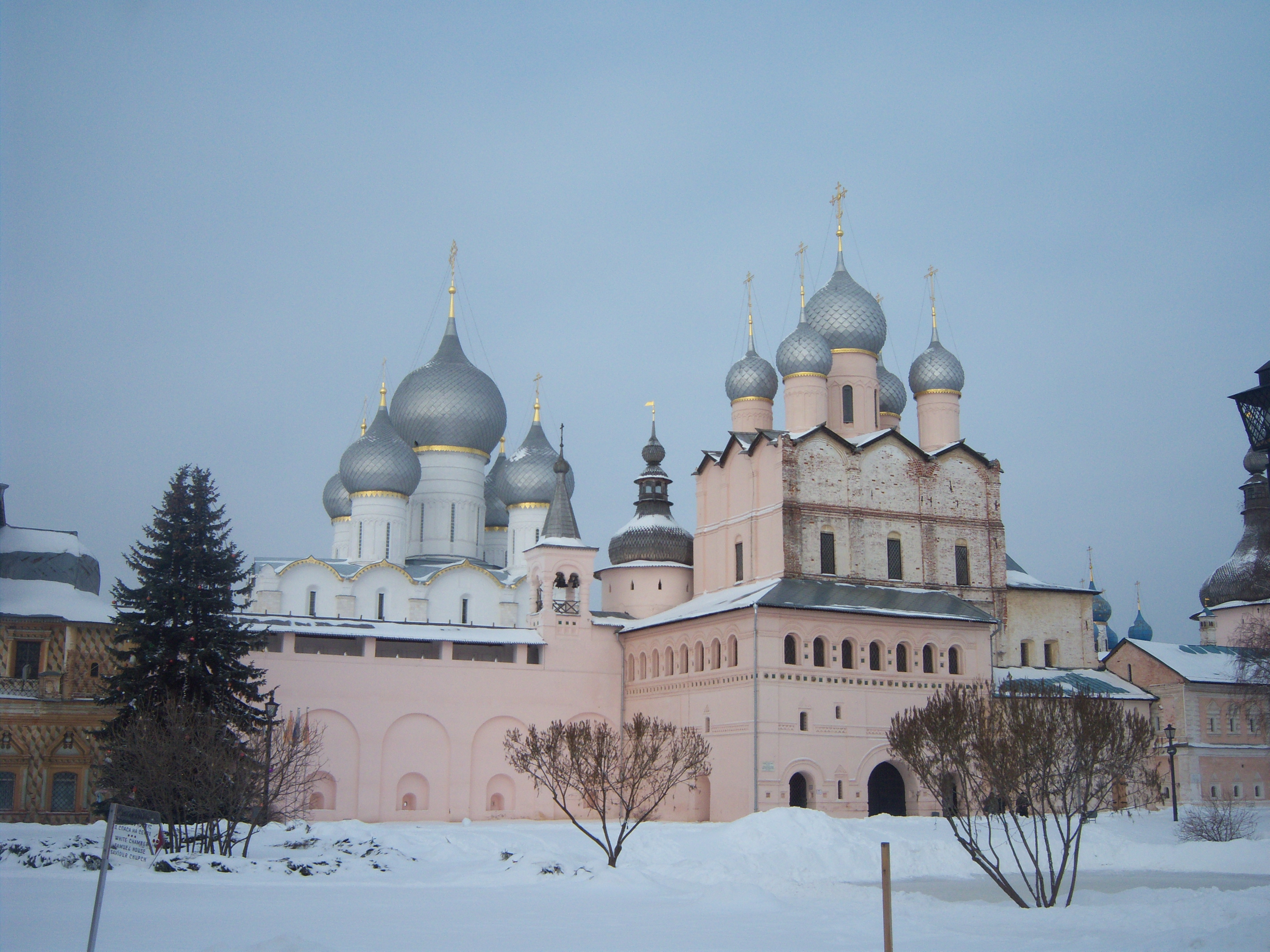
Kremlin de Rostov

Le kremlin en pierre blanche de Rostov, fut construit par le métropolite Jonas Syssoïevitch qui occupa le trône épiscopal de la ville de 1652 à 1690 et qui fut un des plus grands bâtisseurs de la Russie.
La résidence du métropolite fut construite selon un plan de kremlin, bien qu'à la fin du XVIIe siècle, l'ère des « kremlins » fut déjà dépassée. Les hauts murs d'enceinte avaient une fonction esthétique, religieuse, autant que de défense. Tous les bâtiments sont caractérisés par l'union de l'architecture religieuse et de l'architecture civile et militaire. Beaucoup de grands monastères russes, tels ceux de Laure de la Trinité-Saint-Serge, le Monastère Solovetski dans la Mer Blanche sont des forteresses dont les murs épais pouvaient soutenir un siège . Cette association d'architecture religieuse et militaire assure à ces constructions une grande originalité. C'étaient de véritables forteresses ecclésiastiques, monastiques, des citadelles de la foi orthodoxe, hérissées de tours de guet et de défenses.
Le métropolite de Rostov n'avait d'égal en Russie que le métropolite de Novgorod et de supérieur que le patriarche de Moscou. Mais la décadence fut rapide et priva Rostov de la majeure partie de ses revenus.
En 1788 le siège du métropolite fut déplacé de Rostov à Iaroslavl ; le kremlin perdit de son importance et peu à peu fut délaissé et délabré. Les offices du culte n'étaient plus célébrés et les évêques étaient même prêts à vendre ce kremlin à des démolisseurs ou pour construire un hôtel gigantesque. Toutefois grâce aux moyens financiers des marchands de Rostov, le kremlin fut finalement restauré au XIXe siècle.
À l'initiative de A.A.Titov et de I.A. Chliakov, en octobre 1883, un musée fut ouvert dans le Palais Blanc du kremlin : le musée des antiquités religieuses qui fut financé par le gouvernement dès 1907. Ce n'est que dans les années 1920 que les travaux de restauration systématique furent entrepris. Toutefois un terrible ouragan détruisit ces restaurations en 1953 et il fallut tout recommencer.
Depuis l'automne 2010, l'association du Fonds social de Saint-Grégoire, avec l'appui du patriarche de l'Église orthodoxe Cyrille tente d'obtenir le retour dans le patrimoine de l'Église orthodoxe russe du patrimoine religieux de Rostov,,.
En octobre 2010, le gouverneur de l'Oblast de Iaroslavl, Sergueï A. Vakroukov, introduisit une demande de transfert du musée-réserve de l'église « Kremlin de Rostov », avec ses collections dans un nouveau bâtiment et la création dans les locaux de la résidence du métropolite d'un centre russe de mariage et de baptême.
Ce projet provoqua des critiques du côté des spécialistes de la conservation des monuments et une réaction massive des citadins. Le projet n'a pas été réalisé.

## Ensemble architectural du kremlin
Le kremlin est agréablement situé le long des rives du lac Nero.
Bien que construit près de deux cents ans après le Kremlin de Moscou, au xviie siècle, le Kremlin de Rostov offre un aspect plus médiéval. Les églises, au lieu d'être regroupées à l'intérieur de l'enceinte, comme à Moscou, sont réparties sur la périphérie. Elles s'ouvrent pour la plupart au premier étage, au-dessus des portes de l'enceinte et sont flanquées de deux grosses tours.
Reliées par un chemin de ronde, elles concourent ainsi à la défense de la citadelle ecclésiastique.
- Onze tours d'enceinte fortifiée

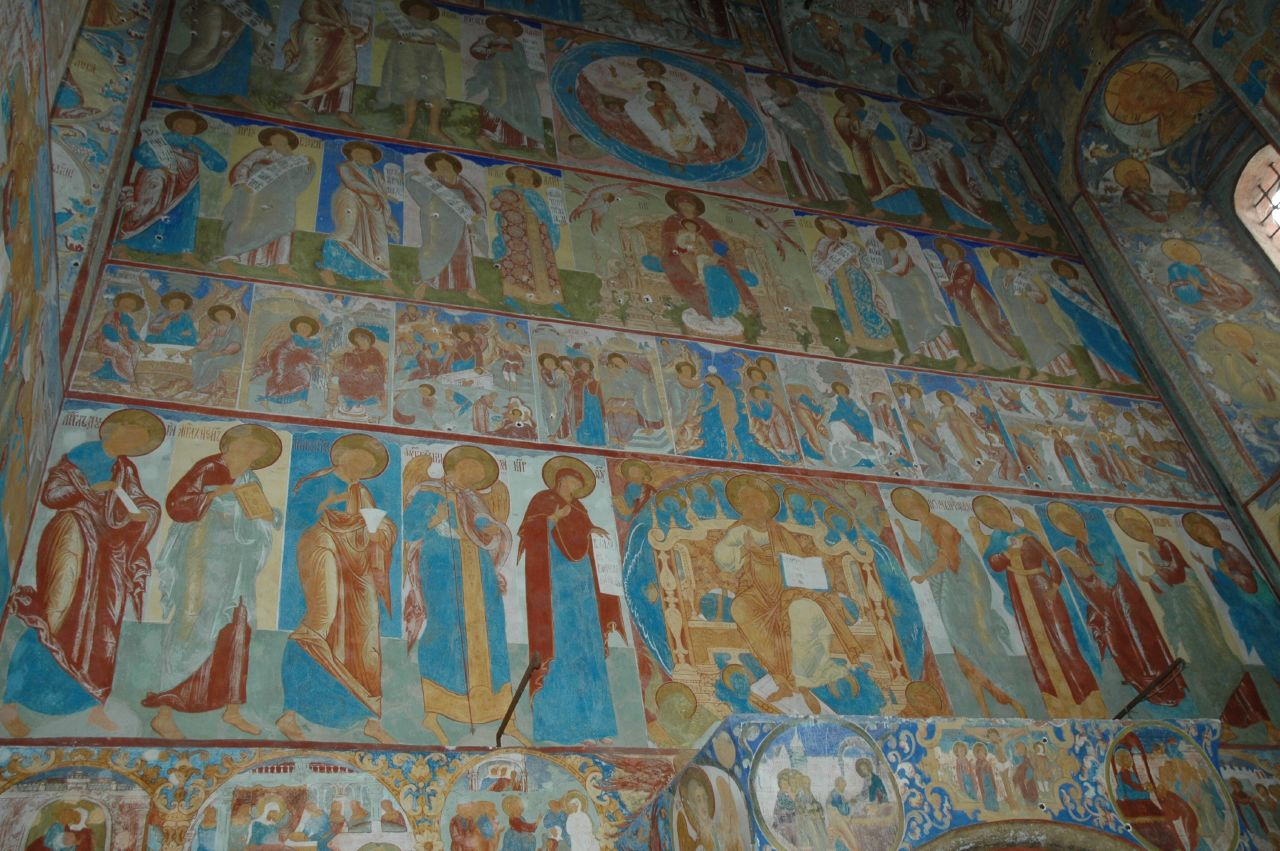
Église de Saint-Jean l'évangéliste (kremlin de Rostov)

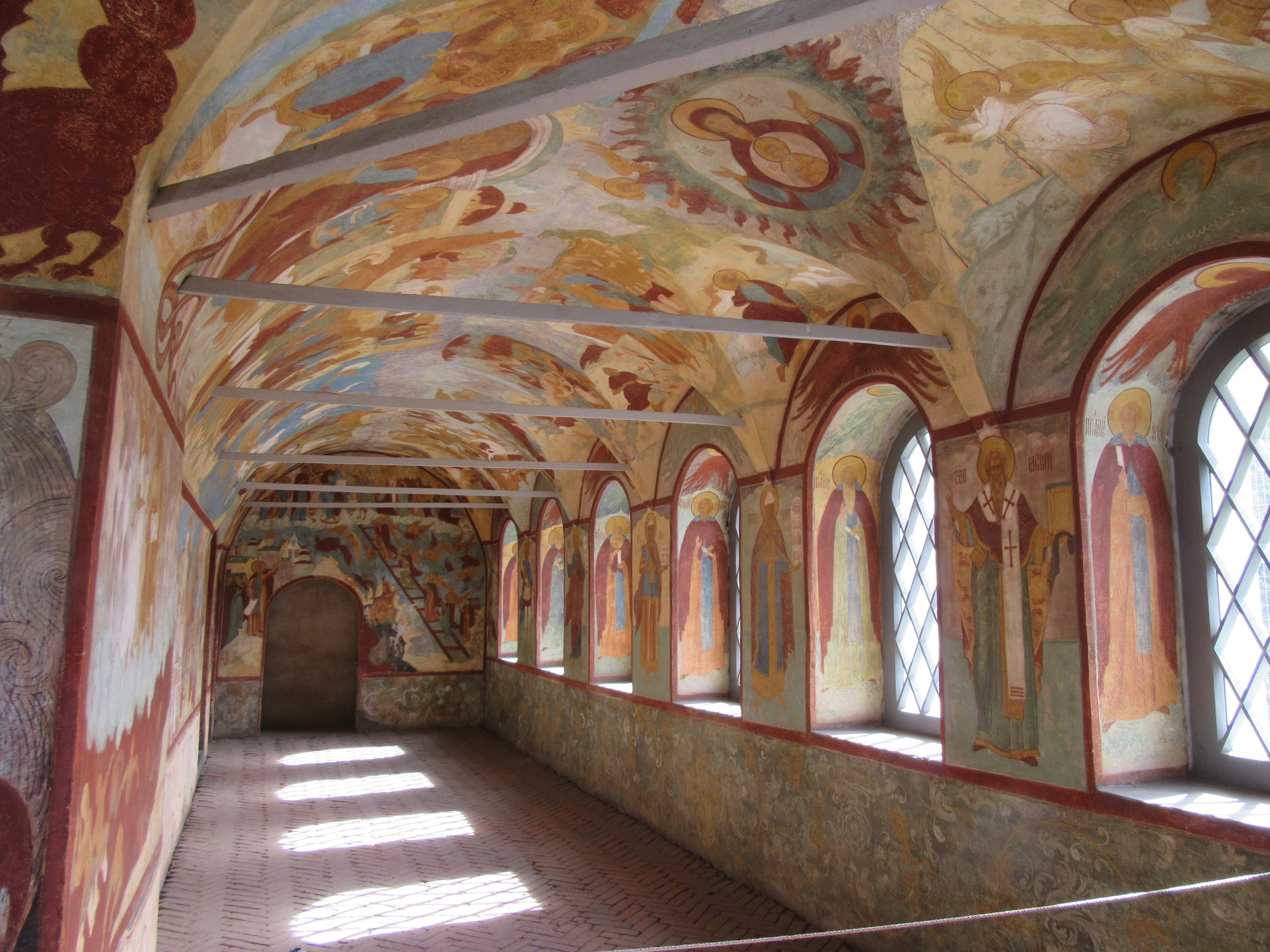
Paperte de l'église de la Résurrection à Rostov Veliki

- Cathédrale de la Dormition (1508—1512)
- Clocher-arcade de la cathédrale de la Dormition (1682—1687)
- Les Saintes portes
- Église de la Résurrection (1670)
- Tribunal (1650—1660)
- Église de Saint-Jean l'évangéliste (1683)
- Église de la sainte Vierge (Odigitria) (1693)
- Église du Saint-Sauveur sur Séni (1675)
- Église de Saint-Grégoire de Nazianze (1680)
- Palais rouge (1670—1680)
- « Maison cellier » (XVII в.)
- Corpus Samuel
- Palais blanc : palais épiscopal
- Tours du kremlin

### Cathédrale de la Dormition

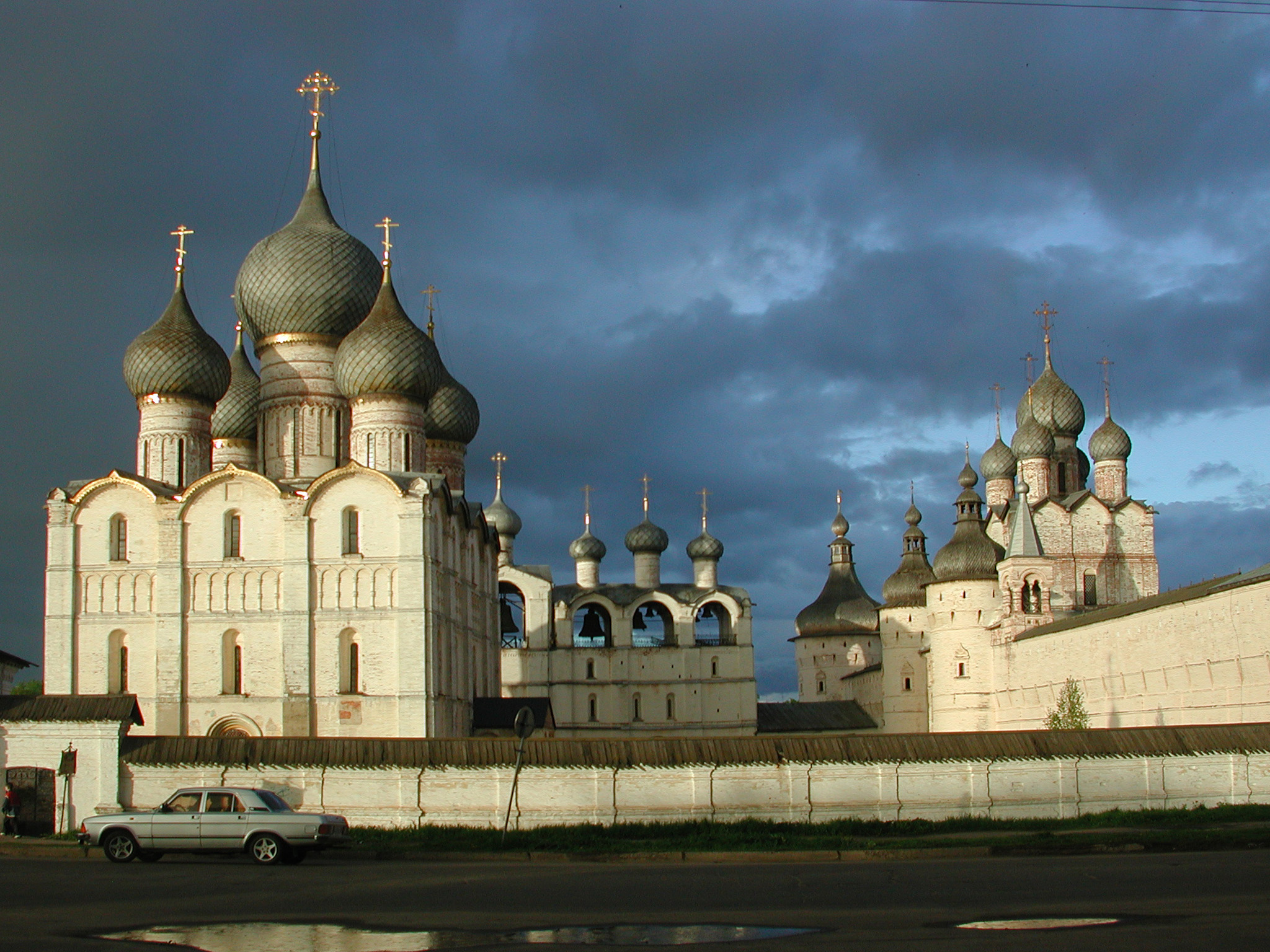
Cathédrale de la Dormition

La cathédrale de la Dormition (1508—1512) fut construite à l'emplacement de l'église en pierre blanche précédente, qui datait des XII—XIIIess.
La cathédrale présente de nombreuses similitudes avec celle du même nom : la Cathédrale de la Dormition de Moscou. Une structure monumentale à cinq coupoles, mais de formes simples et nobles. La hauteur de la cathédrale avec la croix est de 60 mètres. L'appareillage de la cathédrale est de briques, mais la surface est garnie de pierres blanches, surtout à la base de l'édifice.
Un grand nombre d'éléments décoratifs : arcatures, tirants à ferrures donnent un aspect esthétique étonnant, et une résistance des matériaux qui a fait ses preuves jusqu'à présent.
En 1991 la propriété de la cathédrale et de l'arcade-clocher fut rendue à l'Église orthodoxe de Russie.

### Arcade-clocher de la cathédrale de la Dormition
L'arcade-clocher de la cathédrale de la Dormition (1682—1687) fut construite au sud-est de la Cathédrale de la Dormition, et est composée de deux volumes différents, couronnés par 4 dômes. Sur demande du métropolite Jonas Sysoevitch, 13 cloches furent coulées. La première fut appelée « Polyéléinyï ». Elle pèse (1000 pouds)(16 tonnes) et la seconde "Le cygne" (500 pouds)(8 tonnes), et puis la plus lourde fut celle appelée cloche «Sysoï» d'un poids de 2000 pouds, soit 32 tonnes. Ces cloches ont chacune leur tonalité et peuvent produire des accords musicaux tout à fait harmonieux.
Pour réaliser une gamme complète d'accords, il existe un assortiment de 15 cloches.

### Église de la Résurrection
Construite vers 1670. Sa masse carrée est couronnée de cinq coupoles. Un triple portail à galerie lui sert de piédestal. 

### Église du Saint-Sauveur-sur-Séni
L'Église du Saint-Sauveur-sur-Séni est reliée directement au Palais Blanc, le palais épiscopal. Elle servait d'oratoire au métropolite. À l'intérieur, une magnifique arcade en pierre aux colonnes dorées s'élève et sépare l'iconostase de la nef à la manière d'un jubé. Cette disposition est unique dans l'architecture russe. L'intérieur de l'église a été peint par le pope Timothée et les maîtres de Iaroslavl : Dmitri Grigoriev, Fédor et Ivan Karpov.
Les peintures s'intitulent :
- Dôme central : « Patrie ».
- Mur ouest : « Jugement dernier ».
- Mur est : iconostase.

### Galerie

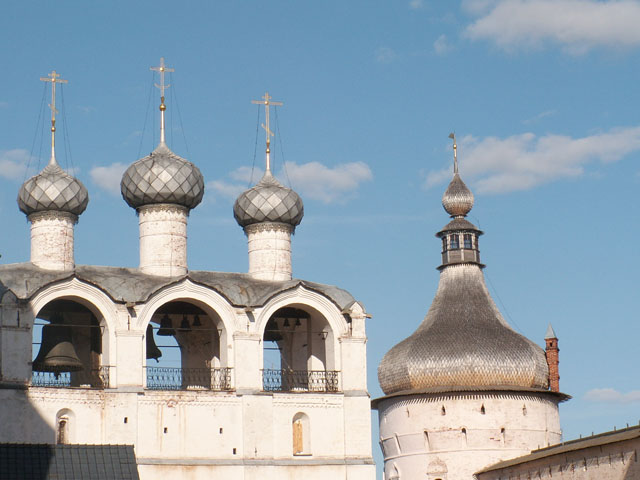
Arcade-clocher de la Dormition
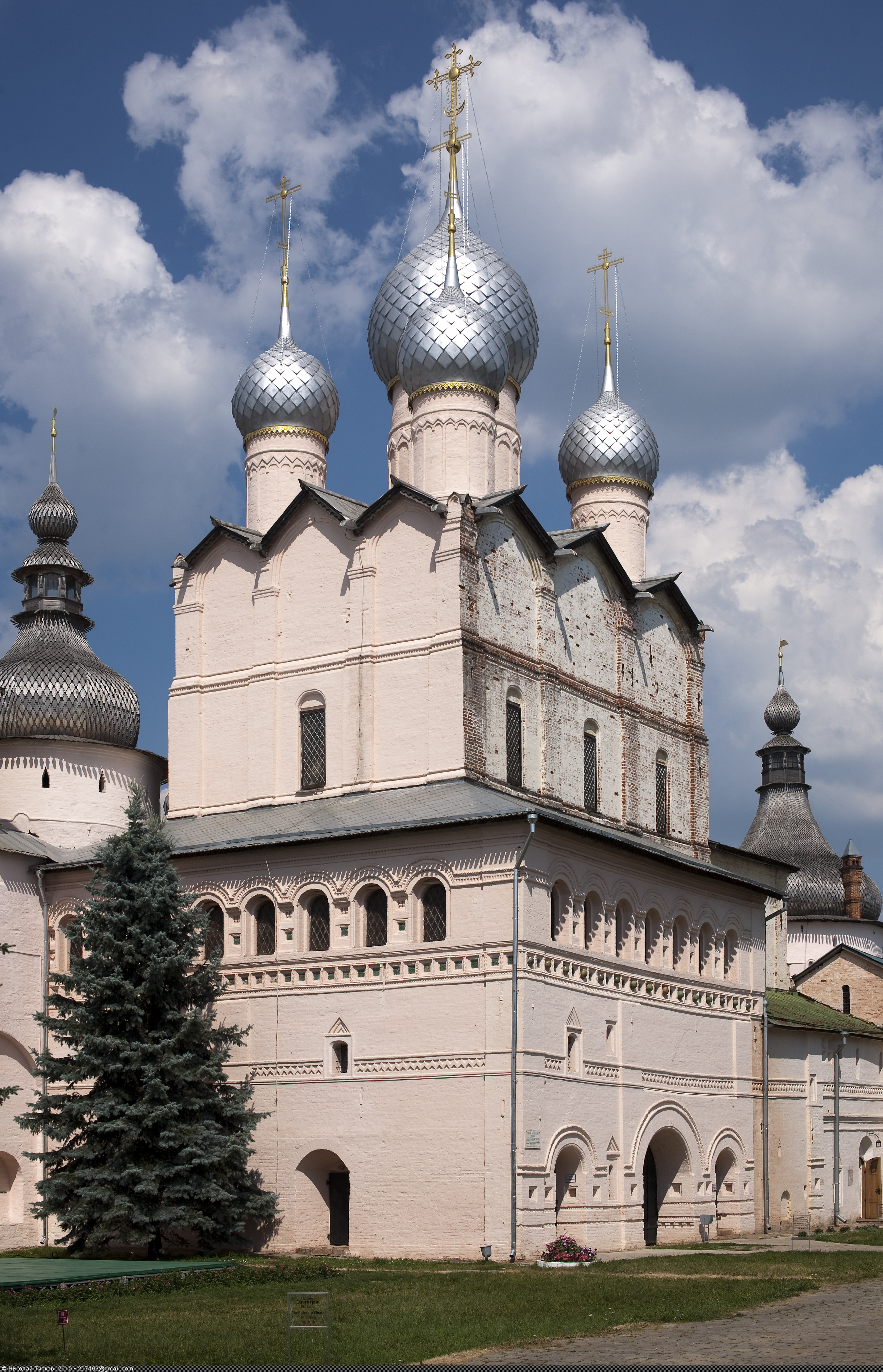
Église de la Résurrection
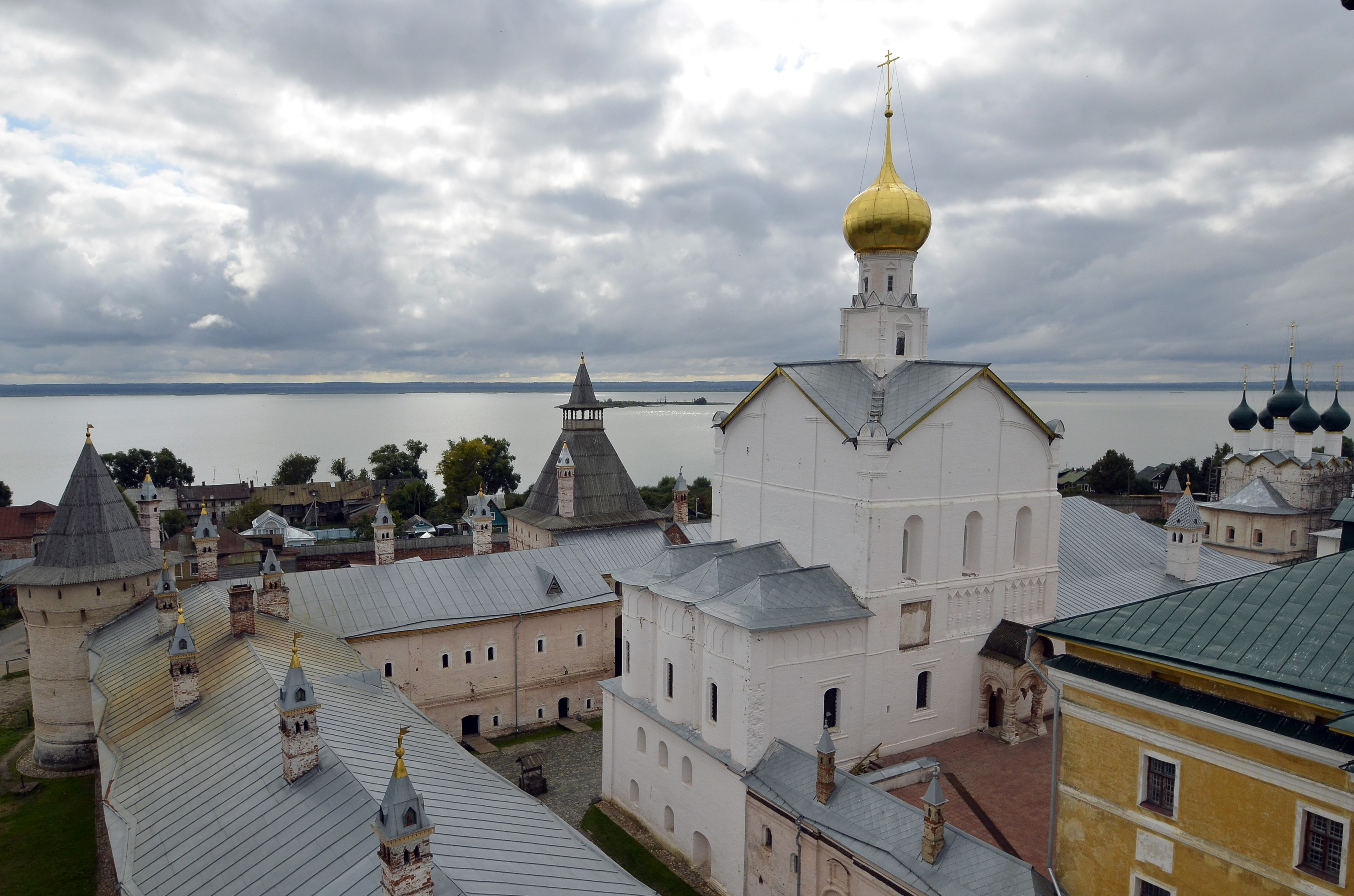
Église du Saint-Sauveur sur Séni
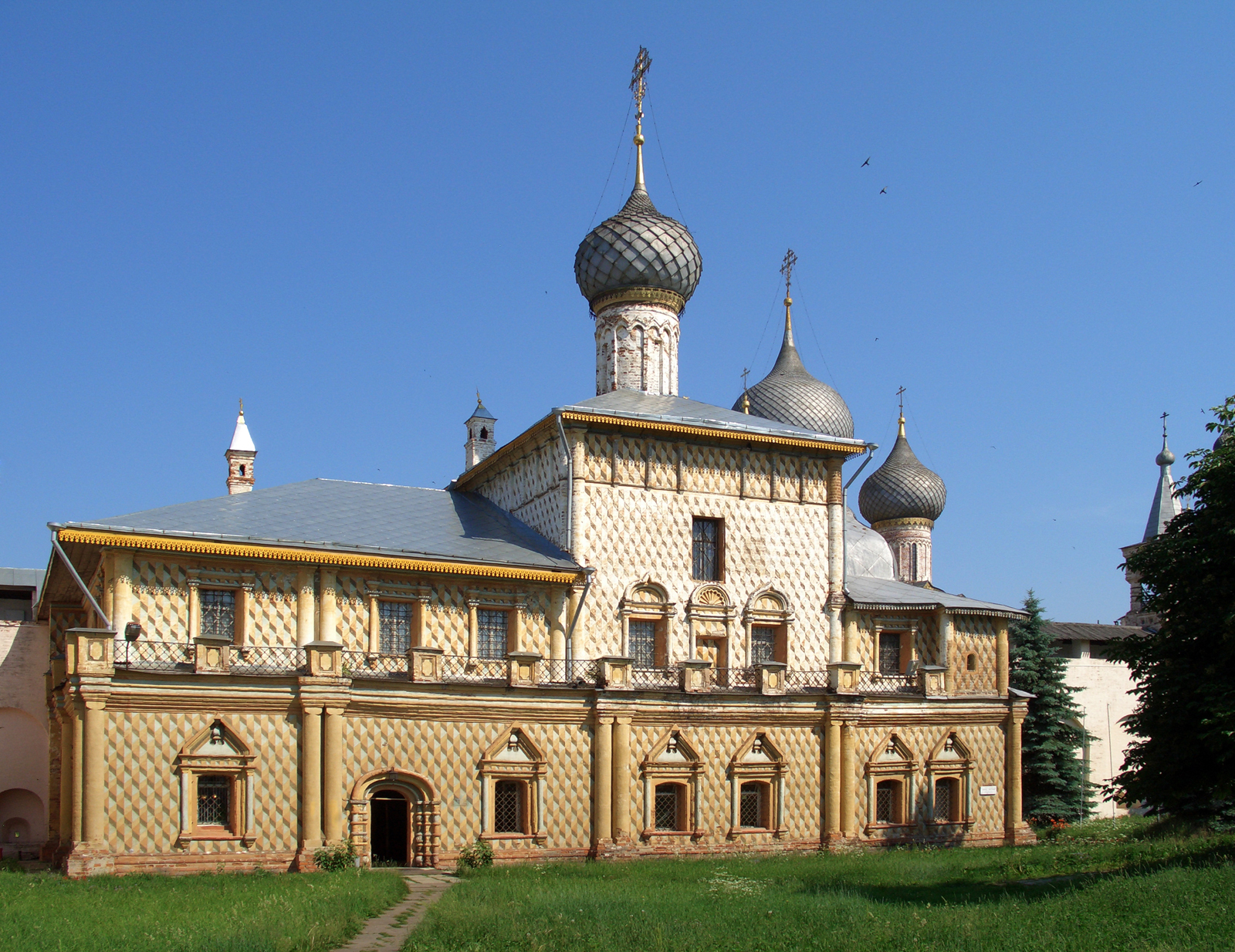
Église de la Sainte-Vierge Odigitria
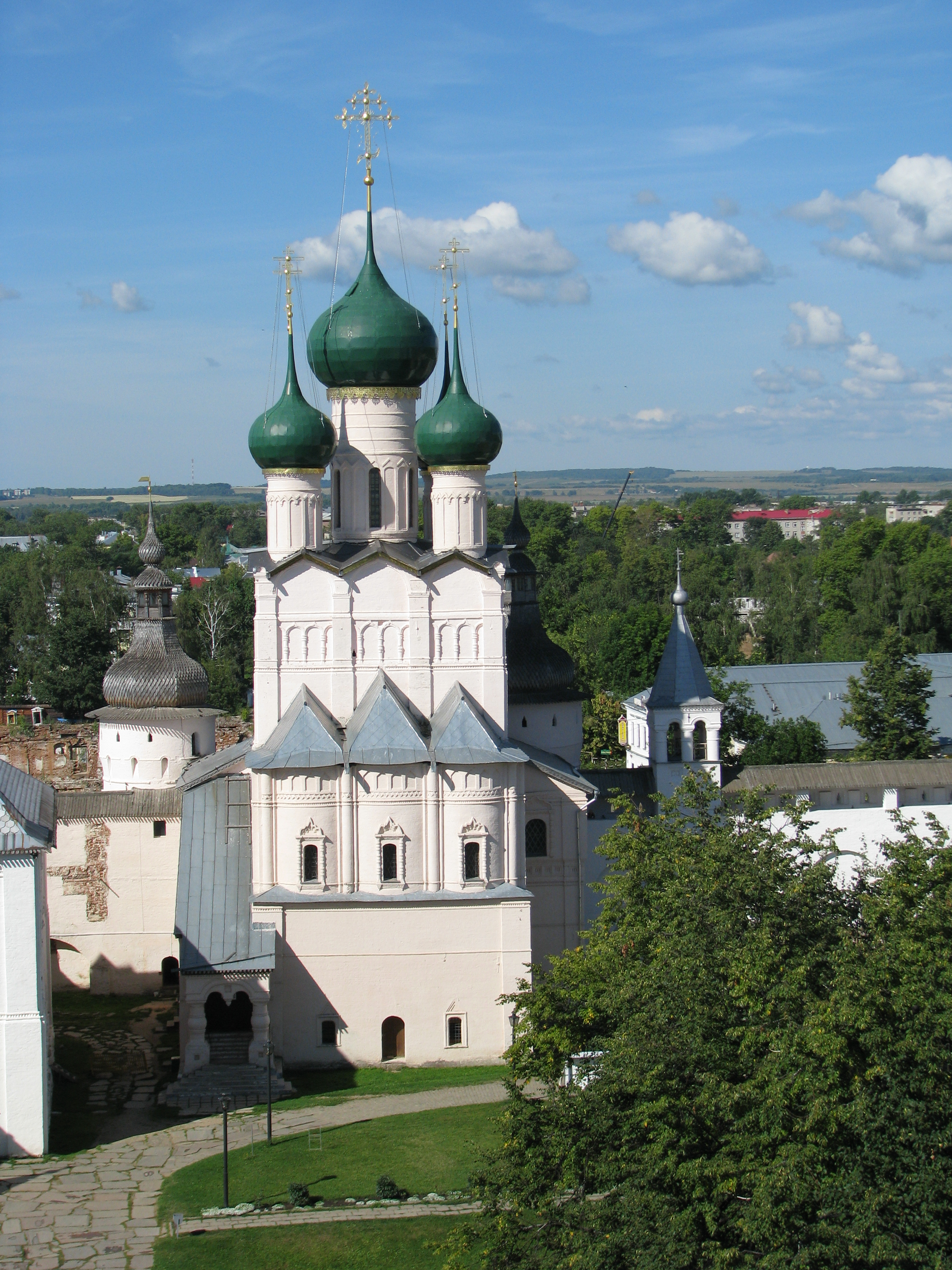
Église Saint-Jean l'évangéliste
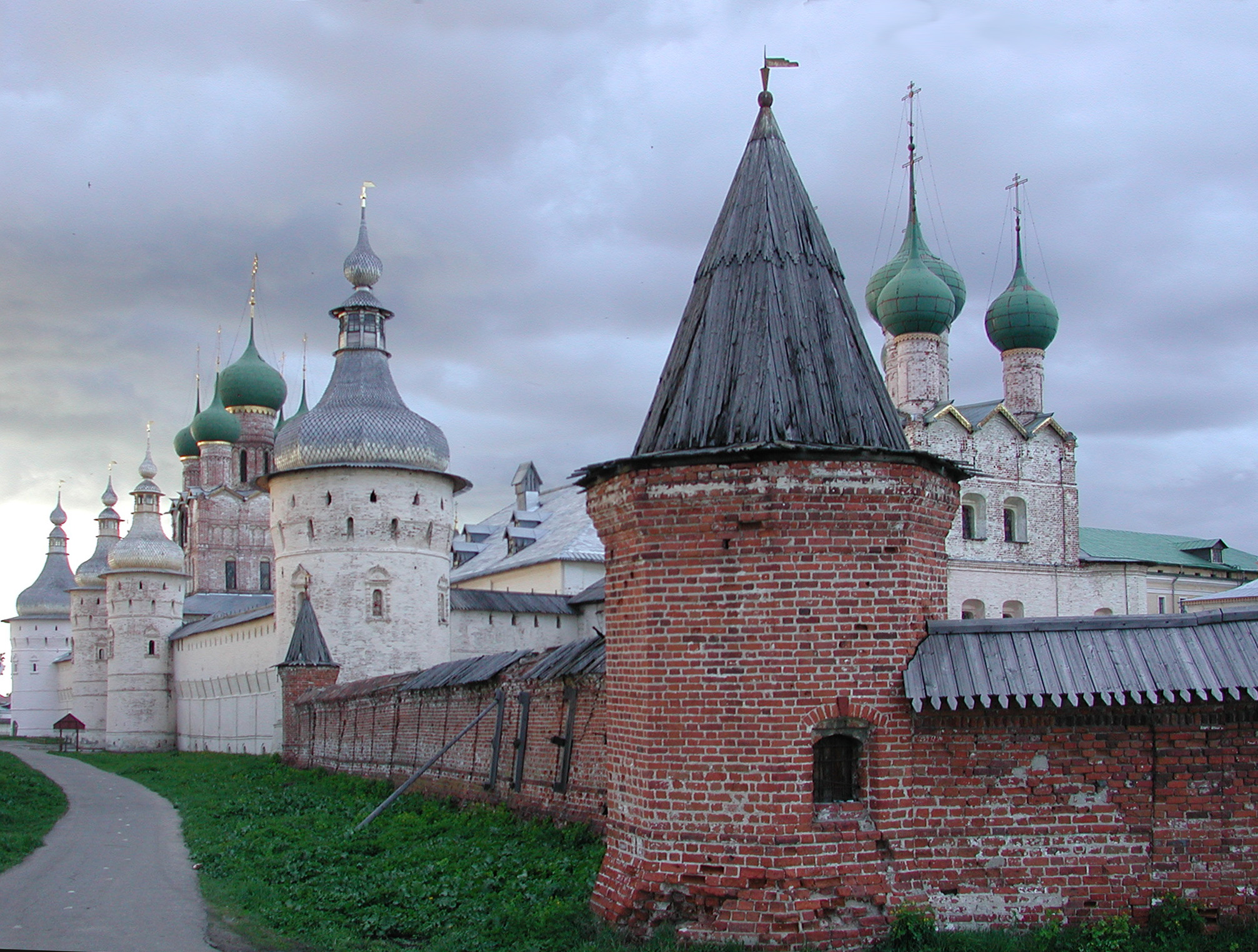
Les murs du Kremlin de Rostov

### Église de la Sainte-Vierge (Odigitria)
L'Église de la sainte Vierge (Odigitria) est une des églises du kremlin de Rostov. Elle fut construite en 1692—1693, soit un peu plus tard que les autres églises de cet ensemble, à la demande de Joasaphe, successeur du métropolite Jonas Sysoevitch. Elle représente un modèle du style baroque moscovite. C'est la construction la plus récente de la cour du métropolite.
L'église est située dans l'angle nord-ouest du Kremlin de Rostov et est adjacente à la paroi entourant la cour. Elle fut construite alors que le mur de clôture avait déjà été réalisée et les architectes constructeurs ont dû faire preuve d'imagination pour s'assurer que l'église n'ait pas l'air trop dépareillée par rapport à l'ensemble des autres bâtiments, du fait de son style et de sa situation.
L'église est de plan rectangulaire (étendue d'est en ouest) et dispose d'un étage. Seul l'étage supérieur est utilisé comme lieu de culte.
Le long du périmètre du premier étage, passe un balcon extérieur, qui distingue fort cette église des autres églises de Rostov équipées de galeries. Sur les murs extérieurs, sont peintes des décorations en triangle qui créent une impression de relief. La peinture a été réalisée très tardivement par rapport à la date de construction de l'église.
L'intérieur de l'église est également très différent de celui des autres édifices du kremlin.
Les voûtes et les murs de l'église Odigitria sont couverts de 20 cartouches de stuc de forme inhabituelle. Celles-ci ont été peintes dès après la construction du bâtiment. Dès la seconde moitié du XIXe siècle, la cour des évêques de Rostov étant en plein déclin, les peintures murales se sont considérablement détériorées. Entre 1920 et 1950, les murs de l'église et les cartouches ont été blanchis à la chaux et repeints. En 2001-2003, ils furent ravalés et restaurés.
Depuis quelques années des expositions sont organisées dans l'église.

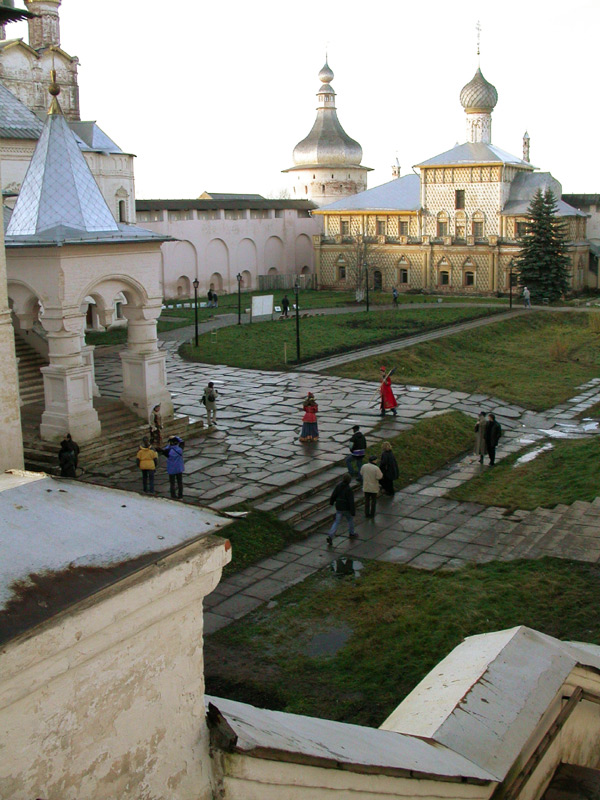
Cour et Odigitria

### Église Saint-Jean l'Évangéliste
L'Église Saint-Jean l'Évangéliste fut construite en 1683. Cet édifice est un des derniers de l'époque du métropolite Jonas. Son architecture semble plus élégante et plus légère que les autres églises du kremlin. Elle est suspendue, comme l'église de la Résurrection, au-dessus d'une porte de l'enceinte et encadrée de deux tours entre lesquelles se creuse son beau portail à profondes voussures.

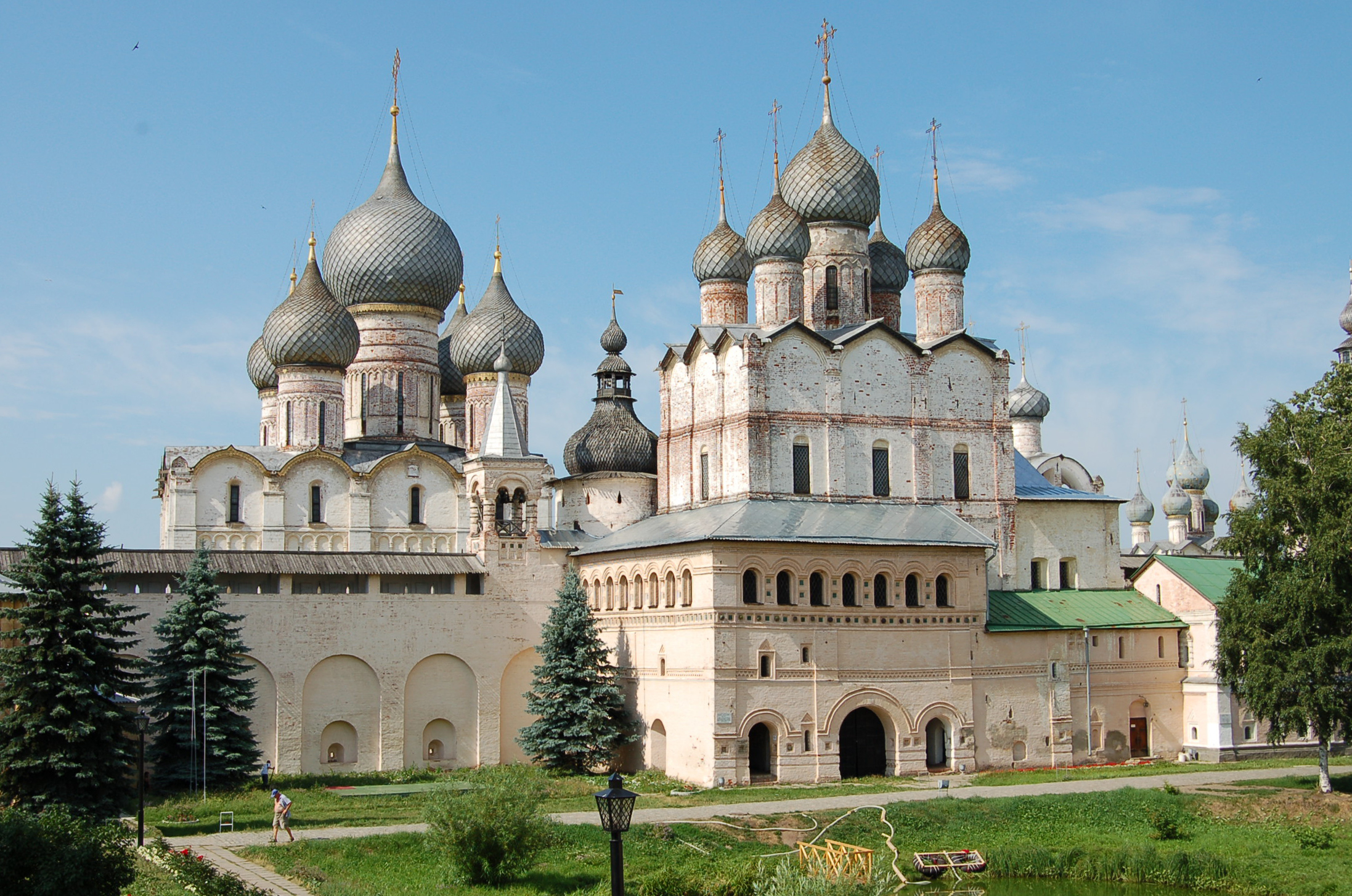
Église de la Dormition et de la Résurrection

## Liens
- (ru) В. Т. Кривоносов, Реставрация живописи церкви Одигитрии Ростовского кремля
- (ru) Officiële website/site officiel en russe

- (ru) Cet article est partiellement ou en totalité issu de l’article de Wikipédia en russe intitulé « Ростовский кремль » (voir la liste des auteurs).